# Кубицкий, Дариуш
Да́риуш Ян Куби́цкий (пол. Dariusz Jan Kubicki; родился 6 июня 1963, Кожухув, Польша) — польский футболист и футбольный тренер. Выступал за сборную Польши.

## Карьера

### Клубная
Дариуш Кубицкий начал свою карьеру в качестве защитника в Польше, где он играл за клубы «Сталь» (Мелец) и «Легия». В 1991 году он переехал в Англию в клуб АПЛ «Астон Вилла» и в дальнейшем играл в «Сандерленде», «Вулверхэмптоне», «Транмир Роверс», «Карлайл Юнайтед» и «Дарлингтоне».

### Карьера в сборной
За национальную сборную Кубицкий сыграл 46 матчей, забил 1 мяч и принял участие в ЧМ-1986.

### Тренерская
Как тренер работал в «Легии», «Лехии» и «Зниче». В 2012 году вошёл в тренерский штаб футбольного клуба «Сибирь». После увольнения главного тренера Алекса Миллера стал исполняющим обязанности главного тренера. Команда под его руководством провела 5 матчей первенства ФНЛ, в которых не потерпела ни одного поражения. С января 2013 года он был главным тренером клуба «Подбескидзе», выступавшего в Экстраклассе. Под руководством Кубицкого команда, набравшая до этого всего 6 очков за весь первый круг, прошла предсезонную подготовку и после возобновления чемпионата Польши завоевала 5 очков в следующих 4 матчах, уступив только лидеру чемпионата «Легии» и покинула последнюю строчку в турнирной таблице.
21 марта 2013 года стал главным тренером клуба «Сибирь», подписав контракт на 2,5 года. 11 октября 2013 года по решению совета директоров, футбольный клуб «Сибирь» по обоюдному согласию сторон расторг контракт с Дариушем Кубицким.